# Jyotishka
Die Jyotiṣka (auch Jyotisha, Gyotishka) ist eine jainistische Göttergruppe.
Sie sind die dritte von vier Götterklassen:
1. Bhavanavāsin
2. Vyantara
3. Jyotiṣka
4. Vaimānika

Die Jyotiṣka sind Verkörperungen von Himmelskörpern und werden in fünf Gruppen unterteilt:
1. Monde
2. Sonnen
3. Planeten
4. Nakshatras (Mondstationen, eine astrologische Einteilung der Ekliptik)
5. Fixsterne